# Selfish
 (septembre 2022).
La mise en forme du texte ne suit pas les recommandations de Wikipédia : il faut le « wikifier ».
Les points d'amélioration suivants sont les cas les plus fréquents. Le détail des points à revoir est peut-être précisé sur la page de discussion.
- Les titres sont pré-formatés par le logiciel. Ils ne sont ni en capitales, ni en gras.
- Le texte ne doit pas être écrit en capitales (les noms de famille non plus), ni en gras, ni en italique, ni en « petit »…
- Le gras n'est utilisé que pour surligner le titre de l'article dans l'introduction, une seule fois.
- L'italique est rarement utilisé : mots en langue étrangère, titres d'œuvres, noms de bateaux, etc.
- Les citations ne sont pas en italique mais en corps de texte normal. Elles sont entourées par des guillemets français : « et ».
- Les listes à puces sont à éviter, des paragraphes rédigés étant largement préférés. Les tableaux sont à réserver à la présentation de données structurées (résultats, etc.).
- Les appels de note de bas de page (petits chiffres en exposant, introduits par l'outil «  Source ») sont à placer entre la fin de phrase et le point final[comme ça].
- Les liens internes (vers d'autres articles de Wikipédia) sont à choisir avec parcimonie. Créez des liens vers des articles approfondissant le sujet. Les termes génériques sans rapport avec le sujet sont à éviter, ainsi que les répétitions de liens vers un même terme.
- Les liens externes sont à placer uniquement dans une section « Liens externes », à la fin de l'article. Ces liens sont à choisir avec parcimonie suivant les règles définies. Si un lien sert de source à l'article, son insertion dans le texte est à faire par les notes de bas de page.
- La présentation des références doit suivre les conventions bibliographiques. Il est recommandé d'utiliser les modèles {{Ouvrage}}, {{Chapitre}}, {{Article}}, {{Lien web}} et/ou {{Bibliographie}}. Le mode d'édition visuel peut mettre en forme automatiquement les références.
- Insérer une infobox (cadre d'informations à droite) n'est pas obligatoire pour parachever la mise en page.

Pour une aide détaillée, merci de consulter Aide:Wikification.
Si vous pensez que ces points ont été résolus, vous pouvez retirer ce bandeau et améliorer la mise en forme d'un autre article.
Selfish est une chanson de l'artiste américain PnB Rock. Cette chanson est sortie le 23 juin 2016 chez Atlantic Records et sert comme premier single de sa mixtape GTTM : Goin Thru the Motions. La chanson a été produite par Needlz et Donut.

## Arrière plan
En parlant de la chanson dans une interview avec The Fader, PnB Rock a déclaré :
"J'ai écrit cette chanson en parlant d’une fille en particulier avec qui je me détendais en studio. Cette chanson a vraiment commencé alors que je chantais juste pour elle, en étant doux et merdique. Je n'y ai pas pensé jusqu'à ce que ce soit gravé dans ma tête, alors j'ai dû monter dans la cabine et l'enregistrer. C'est drôle parce que je ne parle même plus à cette fille." 

## Réception critique
David Drake de Complex a écrit que cette chanson est "aussi sincère que" Trap Queen et "aussi sensible à la vulnérabilité de l'amour, mais plutôt que de parcourir les ondes vers le no 1, elle séduit, gagnant votre confiance au fil du temps".

## Clip musical
Le clip vidéo d'accompagnement de la chanson a été créé le 17 décembre 2016 sur le compte de PnB Rock sur YouTube .

## Graphiques
| Graphique (2016–17)            | Position |
| ------------------------------ | -------- |
| États-Unis (Hot 100)           | 51       |
| États-Unis (R&B/Hip-Hop Songs) | 21       |

| Graphique (2017)                     | Position |
| ------------------------------------ | -------- |
| US Hot R&B/Hip-Hop Songs (Billboard) | 80       |

## Certificats
| Région                                                                                                 | Certification | Ventes/Streams |
| --- | ------------- | -------------- |
| États-Unis (RIAA)                                                                                      | 3 × Platine   | 1 000 000^     |
| *Ventes selon la certification ^Mise en rayon selon la certification xNon précisé par la certification |               |                |